# Trest smrti v Ugandě
Trest smrti v Ugandě je legální forma trestu. První zaznamenaná poprava byla v Ugandě vykonána v roce 1917. Poslední poprava byla v Ugandě vykonána v roce 1999, ačkoliv některé zdroje uvádějí, že k poslední popravě došlo v roce 2005. Ačkoliv země podnikla v 21. století několik kroků ke zrušení mandatorního trestu smrti u několika zločinů, v roce 2023 vznikl návrh zákona, který předepisuje trest smrti za "homosexualitu s přitěžujícími okolnostmi". Podle zprávy z roku 1965 zabývající se celosvětovým používáním trestu smrti byl v zemi tento trest aplikován v případě vraždy, velezrady a špionáže. Jedinou možnou metodou popravy bylo oběšení. V roce 2023 bylo možné odsouzence oběsit nebo zastřelit popravčí četou.

## Historie
Od roku 1996 do počátku roku 1999 v zemi platilo neoficiální moratorium na trest smrti a zákaz poprav. Tento stav skončil v dubnu 1999, kdy bylo ve věznici s nejvyšší ostrahou Luzira v Kampale popraveno 28 mužů, a to navzdory apelu Amnesty International k ugandskému prezidentu Yowerimu Musevenimu. Z těchto popravených bylo 26 mužů odsouzeno za vraždu a dva za loupež s přitěžujícími okolnostmi. Všichni byli oběšeni, přičemž popravy probíhaly "ve fázích", kdy bylo popraveno několik vězňů najednou. Jedním z popravených byl Musa Sebirumbi, bývalý agent národní bezpečnosti a úředník spojený s Ugandským lidovým kongresem. Ten byl v roce 1989 odsouzen za pět vražd, které spáchal v roce 1981. Popravy odsoudila Evropská unie i Spojené království.
Podle několika zdrojů se po těchto 28 popravách již další v Ugandě nekonaly. Jiné zdroje uvádí, že poslední poprava se v zemi konala v roce 2005 a že Uganda byla jednou ze čtyř afrických zemí, vedle Libye, Somálska a Súdánu, která v roce 2005 provedla nějaké popravy. Poprava v roce 2005 byla údajně za vojenské zločiny.
V roce 1999 v době poprav čekalo v Ugandě v cele smrti dalších více než tisíc vězňů. V roce 2012 bylo ve vyšetřovací vazbě odhadem 6 tisíc vězňů, kteří čekali na soud kvůli obvinění ze spáchání hrdelního zločinu, za který mohl být uložen trest smrti. V roce 2017 čekalo v cele smrti stále více než 250 lidí. Do roku 2019 se tento počet snížil na 133. Do roku 2023 se však počet lidí v cele smrti mírně zvýšil na 145.

### Případ Susan Kigula (2002–2009) a zrušení mandatorního trestu smrti
Případ Susan Kigula přispěl k tomu, že Uganda zrušila mandatorní trest smrti za vraždu. V roce 2002 byly Kigula a její hospodyně Patience Nansamba odsouzeny za vraždu jejího manžela. Obě ženy byly odsouzeny k trestu smrti, neboť ugandský zákon předepisoval takovýto rozsudek jako povinný ve všech případech vraždy. Její právníci se připojili k aktivistům proti trestu smrti, kteří zpochybňují používání trestu smrti v Africe a v Karibiku. Ti použili tento případ k napadení ugandských zákonů o mandatorním trestu smrti. V té době čekalo v cele smrti 417 lidí a jejich počet do roku 2009 vzrostl na přibližně 900.
Výzva, kterou její právníci předložili jménem všech ugandských vězňů v cele smrti, byla úspěšná. V roce 2005 Ústavní soud Ugandy zrušil mandatorní trest smrti za vraždu, neboť shledal, že "porušuje základní lidská práva" a ohrožuje právo vězně na spravedlivý proces, protože mandatorní trest neumožňoval zmírnění trestu. Ústavní soud zároveň oznámil, že všichni ugandští vězni, kteří byli odsouzeni k trestu smrti a čekající na popravu déle než tři roky mají nárok na zmírnění trestu kvůli duševnímu utrpení, které jim může takové prodlení způsobit. Tato rozhodnutí potvrdil 21. ledna 2009 i Nejvyšší soud Ugandy, kdy byl mandatorní trest smrti opět shledán neústavním. Avšak tento soud naopak potvrdil ústavnost trestu smrti jako celku a prohlásil, že oběšení není krutý a neobvyklý způsob popravy a je tedy stále ústavní.
V roce 2011 Nejvyšší soud Ugandy přehodnotil vlastní rozsudek Kiguly. Poprvé od zrušení mandatorního trestu smrti bylo Nejvyšším soudem Ugandy povoleno zvážit případ a obžalované jako celek a vzal v úvahu i její dobré chování ve vězení a absenci předchozích trestních záznamů. Nakonec jí byl trest změněn na trest odnětí svobody v délce trvání 20 let. Její hospodyni Nansambě byl trest změněn na trest odnětí svobody v délce trvání 16 let.

#### Dodatečné zrušení mandatorního trestu smrti
V roce 2019 schválil ugandský parlament zrušení mandatorního trestu smrti podle protiteroristického zákona. Podle nového zákona může být trest smrti vynesen pouze po uvážení soudem.

### Zákon z roku 2023 proti homosexualitě
V roce 2023 parlament Ugandy schválil zákon proti homosexualitě, který kromě jiných omezení vůči LGBT lidem předepisuje trest smrti za "homosexualitu s přitěžujícími okolnostmi". Zákon vstoupil v platnost v červnu 2023. V srpnu 2023 byli dva ugandští muži ze města Soroti vystaveni riziku, že se stanou prvními lidmi, kteří obdrží trest smrti podle nového zákona. Datum soudu Michaela Opolota se navíc více než tři roky odkládal. V době jeho zatčení byla z homosexuality a "propagace homosexuality" obviněna i provozovatelka masážního salonu. Právník a aktivista Frank Mugisha tento ugandský zákon proti homosexualitě kritizoval jako podporující "hon na čarodějnice".